# Carleton S. Coon
Carleton Stevens Coon (* 23. Juni 1904 in Wakefield, Massachusetts; † 3. Juni 1981 in Gloucester, Massachusetts) war ein amerikanischer Anthropologe und Archäologe, Professor für Anthropologie an der Universität von Pennsylvania, Dozent und Professor an der Harvard-Universität und Präsident der American Association of Physical Anthropologists (AAPA). Seine Theorien über Menschenrassen waren schon zu seinen Lebzeiten umstritten und werden von der modernen Anthropologie als pseudowissenschaftlich betrachtet.

## Leben
Carleton Coon wurde in Wakefield, Massachusetts, in einer aus Cornwall stammenden Familie geboren. Er entwickelte ein Interesse an Vorgeschichte, und besuchte die Phillips Academy in Andover, wo er ägyptische Hieroglyphen studierte und sich profunde Kenntnisse in Altgriechisch aneignete.
Danach immatrikulierte sich Coon an der Harvard-Universität, wo er Ägyptologie bei George Reisner studierte. Dort zog ihn das relativ neue Gebiet der Anthropologie an, das Earnest Hooton lehrte. Im Jahre 1925 schloss er sein Studium mit magna cum laude  ab. Hiernach wurde er Kurator für Ethnologie am Universitäts-Museum der Universität von Philadelphia.
Danach wechselte er an die Harvard-Universität, wo er Lehrveranstaltungen gab. Ab dem Jahr 1925 führte Feldforschungen im Rif-Gebiet von Marokko durch, welches nach einem Aufstand der lokalen Bevölkerung gegen die spanische Kolonialverwaltung zu einem politischen Unruhegebiet wurde. 1928 erlangte er den Grad eines Ph. D. und kehrte nach Harvard als Lecturer (in etwa: Dozent) zurück, wo er später Professor wurde. Coons Interesse richtete sich darauf, zu versuchen mittels Darwins Evolutionstheorie eine Erklärung für die unterschiedlichen physischen Erscheinungsformen der Ethnien zu finden. Dafür unternahm er Studien in Albanien (1929–1930), in Äthiopien (1933) sowie in Arabien, Nordafrika und dem Balkanraum. Zwischen 1925 und 1939 arbeitete er an unterschiedlichen Fundstätten; unter anderem gelang ihm das Auffinden von Neandertaler-Fossilien. Ferner verfasste er 1939 eine Neuausgabe von William Z. Ripleys Buch The Races of Europe aus dem Jahre 1899, welches er deutlich umschrieb und wiederum Ripley widmete.
Coon richtete sich, wie sein Mentor Earnest Hooton, überwiegend an eine breitere, über wissenschaftliche Rezipienten hinausgehende, Leserschaft. Er veröffentlichte die Werke The Riffians (Die Bewohner des Rifs), Flesh of the Wild Ox (Fleisch der wilden Büffel), Measuring Ethiopia (Vermessung Äthiopiens), and A North Africa Story: The Anthropologist as OSS Agent (Eine nordafrikanische Erzählung: Der Anthropologe als OSS-Agent). Letzteres war ein Bericht über seine Arbeit in Nordafrika im Zweiten Weltkrieg, bei der er schildert, wie er sich an Spionage, und dem Schmuggel von Waffen an französische Widerstandsgruppen im von Deutschland besetzten Marokko, unter dem Deckmantel der anthropologischen Feldforschung beteiligt habe. Während dieser Zeit sei er dem Office of Strategic Services, dem Vorläufer der Central Intelligence Agency der Vereinigten Staaten beigeordnet gewesen.
1948 verließ Coon die Harvard-Universität, um eine Stelle als Professor für Anthropologie an der Universität von Pennsylvania, welche ein ausgezeichnetes Museum hatte, anzutreten. Im Laufe der 1950er Jahre verfasste er wissenschaftliche Arbeiten sowie viele populärwissenschaftliche Bücher, die sich an ein breiteres Publikum wandten, von denen das wichtigste The Story of Man (Die Geschichte des Menschen) aus dem Jahre 1954 war.
Von 1954 bis 1957 leistete er Fotografierarbeit für die United States Air Force, indem er Gebiete fotografierte, in denen US-Flugzeuge angegriffen werden könnten. Dies ließ ihn nach Korea, Ceylon, Indien, Pakistan, Saudi-Arabien, Japan, Taiwan, Nepal, Sikkim und auf die Philippinen reisen.
Im Jahre 1962 veröffentlichte Coon das Buch The Origin of Races (Die Entstehung der Rassen). In der Einführung desselben führt er aus, dass dieses Buch ein Teil der Ergebnisse seines Projekts sei, welches er Ende 1956 konzipiert habe. Dieses sei darauf ausgerichtet, nach seiner Darstellung der „Rassen Europas“ in The Races of Europe von 1956, auch die „Rassen der Welt“ darzustellen. Er schrieb ferner, dass er bereits seit 1959 die Absicht hege, dem Buch The Origin of Races ein Fortsetzungswerk folgen zu lassen, um mit beiden Büchern das Ziel dieses Projekts zu erreichen. Tatsächlich sollte Coon neun Jahre später ein Werk namens The Living Races of Man (Die noch existierenden Rassen der Menschheit) veröffentlichen.
In dem Buch The Origin of Races behauptete Coon, dass die menschliche Spezies in fünf Rassen aufgeteilt gewesen wäre, bevor sie sich zum anatomisch modernen Menschen (Homo sapiens) entwickelte. Außerdem schlug er vor, anzunehmen, dass sich diese Rassen zu unterschiedlichen Zeiten zum Homo sapiens entwickelt hätten. Buch und Thesen wurden nicht gut aufgenommen.
Das Fachgebiet der Anthropologie hatte sich zwischenzeitlich von der Typologie von Rassentheorien fortentwickelt, und Coons The Origin of Races wurde von seinen Fachkollegen weitgehend als Stütze rassistischer Ideen mit veralteter Theorie und überholten Begriffen, die längst von der modernen Wissenschaft verworfen worden waren, angesehen. Einer seiner harschesten Kritiker, Theodosius Dobzhansky, machte Coons Buch verächtlich, indem er es als Bereitstellung von „Wasser auf Rassisten-Mühlen“ bezeichnete.
Dennoch schrieb Coon weiter, verteidigte seine Arbeit und veröffentlichte zwei Bände Memoiren in den Jahren 1980 und 1981.
Er starb am 3. Juni 1981 in Gloucester, Massachusetts.

## Coons Rassentheorien
Coon meinte, dass die seiner Meinung nach existierenden Rassentypen andere Typen auslöschen bzw. teilweise verdrängen könnten; etwa durch kriegerische Auseinandersetzungen oder Landnahme. Er behauptete, dass die Bevölkerung Europas das Ergebnis einer langen Geschichte von rassischer Entwicklung sei; ferner, dass geschichtlich besehen „verschiedene Stämme innerhalb einer Population unterschiedliche Überlebensfertigkeitswerte gezeigt hätten und sich oft einer auf Kosten anderer fortentwickelt habe.“
Darüber hinaus äußerte er die Ansicht, dass sich die „maximale Überlebenschance“ des europäischen Rassentyps durch den Ersatz der indigenen Völker der Neuen Welt erhöht habe; die Geschichte der „weißen Rasse“ würde ihrerseits das „rassische Überleben“ von weißen „Unterrassen“ beinhalten.

### Coons These über die „Ursprünge der Rassen“
Coon modifizierte Franz Weidenreichs Theorie von der polyzentrischen (oder multiregionalen) Entstehung der Rassen. Die Weidenreich’sche Theorie besagt, dass sich die Menschen-Arten unabhängig voneinander in der Alten Welt von Homo erectus zum Homo sapiens sapiens entwickelt hätten; wobei es zugleich einen Genfluss zwischen den verschiedenen Populationen in diesem Zeitraum gegeben habe. Coon hatte eine ähnliche Überzeugung, nämlich, dass der anatomisch moderne Mensch, Homo sapiens, an fünf verschiedenen Orten getrennt voneinander aus Homo erectus entstanden sei: „Wie jede Unterart, in ihrem eigenen Gebiet lebend, passierten [sie] eine kritische Schwelle von einem eher brutaleren zu einem eher sapient-artigen Zustand“. Im Gegensatz zu Weidenreich betonte Coon den Genfluss weit weniger.
Coons modifizierte Form der Weidenreich-Theorie wird manchmal als die „Kandelaber-Hypothese“ bezeichnet. Manche deuten dies als einen Ansatz, der die Möglichkeiten von paralleler Evolution oder Polygenismus unterstütze. Andere verweisen darauf, dass Coons Modell den Genfluss zwischen den Populationen zulässt, auch wenn letzteres nicht betont wird.
In seinem Buch The Origin of Races von 1962 stellt er die Theorie auf, dass einige Rassen die Evolutionsstufe des Homo sapiens vor anderen erreichten, was in einem höheren Grad der Zivilisation bei einigen Rassen resultiert habe. In diesem entwickelte er seine Theorie der fünf Rassen weiter. Er behauptete, die von ihm sogenannten „Mongoloiden“ und „Kaukasoiden Rassen“ (Europide) hätten durch evolutionären Druck Individuen hervorgebracht, deren endokrines System weiter entwickelt sei, was sie in der modernen Welt der Zivilisation erfolgreicher gemacht habe. In diesem Buch stellt er das Bild eines chinesischen Professors dem eines indigenen Australiers gegenüber, welche er mit „Alpha und Omega“ betitelt. Letzteres wurde auch verwendet, um darzustellen, dass die Gehirngröße mit der Intelligenz korreliere.

„Wo auch immer die Gattung Homo entstand – und Afrika ist zurzeit der wahrscheinlichste Kontinent –, er zerstreute sich bald, in einer sehr primitiven Form innerhalb der warmen Regionen der Alten Welt [...]. Wenn Afrika die Wiege der Menschheit ist, dann war es nur ein mittelmäßiger Kindergarten. Europa und Asien waren unsere wichtigsten Schulen“

Damit wollte er zum Ausdruck bringen, dass sich sowohl die Kaukasoide als auch die Mongoloide Rasse in ihren getrennten Bereichen weiter entwickelt hätten, nachdem sie Afrika in einer primitiven Form verlassen hatten. Er glaubte auch, „Die frühesten bekannten Homo sapiens, wie durch einige Beispiele aus Europa und Afrika gezeigt wurde, war ein langköpfiger weißer Mensch von kleiner Statur und mäßig großem Gehirn. “ Weiter schrieb er: „Die Neger-Gruppe hat sich wahrscheinlich parallel zum weißen Stamm entwickelt“ (The Races of Europe, Kapitel II).

### „Kaukasische Rasse“
In seinem Buch The Races of Europe, The White Race and the New World (Die Völker Europas, die weiße Rasse und die Neue Welt) (1939), verwendet Coon die Begriffe „kaukasoid“ und „weiße Rasse“ häufig synonym — wie es in den Vereinigten Staaten üblich geworden war, jedoch nicht anderswo. Im Gegensatz dazu wurde der Begriff „weißen Rasse“ anderenorts auf die Bezeichnung für kaukasische Völker aus Europa beschränkt. In seiner Einführung erklärte Coon, sein Interesse richte sich auf „den somatischen Charakter der Völker auf der weißen Rasse angehören“. Das erste Kapitel trägt den Titel „Einführung in die historische Forschung der Weißen Rasse“ und das letzte Kapitel, „die weiße Rasse und der neuen Welt“.
Coon meinte der europäische Rassentyp sei eine „Unter-Rasse“ der kaukasischen Rasse, eine, auf die mehr Studien gerechtfertigt seien. In anderen Abschnitten von The Races of Europe erwähnt er Menschen, die „europäischen Rassetyps“ seien und ein „europäisches Rassenelement“ aufweisen würden.
Außerdem meinte er, es wäre bedauerlich, dass bisher Studien von einigen Hauptgruppen der europäischen Rassetypen fehlten, was im Gegensatz zu dem Stand bei anderen Typen stünde. Er schrieb:

„Seit vielen Jahren haben es Anthropologen als amüsanter empfunden, in ferne Länder zu reisen und kleine Reste von wenig bekannten oder romantischen Völkern zu erforschen, anstatt die Plackerei einer systematischen Untersuchung ihrer eigenen Landsleute auf sich zu nehmen. Aus diesem Grund mögen Abschnitte in dem vorliegenden Buch, die sich mit den Lappen, den Arabern, Berbern, Tadschiken, und den Ghegs befassen, vollständiger und anschaulich behandelt erscheinen, als diejenigen, die sich mit den Franzosen, den Ungarn, den Tschechen oder den Engländern befassen. Was in dieser Hinsicht mehr als alles andere benötigt wird, ist eine gründliche Untersuchung der Einwohner der wichtigsten und mächtigsten Nationen Europas.“

Übersicht der Thesen Coons in The Races of Europe:
1. Der kaukasische Rasse sei doppelter Herkunft, bestünde nämlich aus Typen einer Altsteinzeit-Population, die ihrerseits eine Mischung aus Homo sapiens und Neandertaler darstelle, sowie Mediterran-Typen, die nur aus Homo sapiens bestanden habe.
2. Die Altsteinzeit-Populationen seien als die eigentlich indigenen Völker Europas anzusehen.
3. Die Mediterranen Typen seien während der Jungsteinzeit in großer Zahl nach Europa eingewandert.
4. Die heutige europäische Bevölkerung könne als eine Mischung aus Überlebenden der Altsteinzeit-Populationen und der mediterranen Homo sapiens erklärt werden.
5. Durch Reduzierung der Altsteinzeit-Populationen und der mediterranen Mischpopulation, sei dann der Prozess der „Dinarisation“ eingetreten, aus der ein Hybride mit „non-intermediatären“ Eigenschaften hervorgegangen sei.
6. Der kaukasischen Rasse seien Menschen der Regionen Europa, Zentralasien, Südasien, Naher Osten, Nordafrika und Horn von Afrika zuzuordnen.

### „Mediterrane Rassen“
Laut Carleton Coon ist der Mittlere Osten, von Marokko bis nach Afghanistan, „Wiege und Heimat“ der Mediterranen Rassen. Angehörige dieser Mediterranen Rassen seien auch in Spanien, in Portugal, dem Großteil Italiens, in Griechenland und auf den Mittelmeerinseln zu finden; sie bildeten das größte genetische Element der dortigen Bevölkerung. In einer dunkelhäutigeren Form mit feinerem Knochenbau wären sie auch als Hauptelement der Bevölkerung in Pakistan und Nordindien zu finden. Daher sei die mediterrane Rasse dort heimisch und das Hauptelement im Nahen Osten. Die größte Konzentration eines „hoch entwickelten Mittelmeertyp“ falle unter die zwei der ältesten semitisch sprechenden Völker, nämlich die Araber und Juden. Obwohl es keiner Partei gefallen werde, dies sei die Wahrheit, so Coon. Die Bereiche der größten Konzentration der „Mediterranen Rassen“ sind genau jene, wo die ältesten Zivilisation entstanden. Dies sei zu erwarten gewesen, da sie es waren, die diese Zivilisationen schufen, und letztere, in einem gewissen Sinne, auch sie erschufen. Auch wenn die Mediterranen oft durch dunkelbraune Haare, dunkle Augen gekennzeichnet seien, kämen, wie Coon betont, auch hellere Hauttypen, selbst rötliche oder blonde Haare sowie eine breite Palette der Augenfarben bei ihnen vor.
Coon behauptet ferner, dass kleinere Mediterrane in der Zeit des Mesolithikums über Land aus dem Nahen Osten nach Europa gekommen wären. Größere Mediterrane („Atlanto-Mediterraneans“) hätten als Seeleute, die in der Jungsteinzeit Schilf-Boote gebaut hätten, das Mittelmeerbecken vom Nahen Osten aus kolonisiert.

### „Rassen des indischen Subkontinents“
Coons Verständnis der Rassentypologie und Vielfalt innerhalb des indischen Sub-Kontinents veränderte sich im Laufe der Zeit.
In The Races of Europe betrachtet er sogenannte „Veddoiden“ von Indien („Tribal“-Inder oder Adivasi) als enge Verwandte von anderen Völkern im Südpazifik („Australoide“), und er nahm auch an, dass diese vermeintliche menschlichen Abstammungslinie (die „Australoiden“) ein wichtiges genetisches Substrat in Süd-Indien war. Wobei er den Norden des Subkontinents für einen Außenbereich des Kaukasoiden Typs hielt.
Als er 1965 zusammen mit einem Co-Autor The Living Races of Man verfasste, meinte er, dass Indiens Adivasis ein sehr alter Mix aus Kaukasoiden und Australoiden, welcher mehr zum Kaukasischen denn zum Australoiden tendiere, wenn auch mit großer Variabilität. Ferner, dass die dravidischen Völker Süd-Indiens kaukasoid wären; und darüber hinaus, dass der Norden des Subkontinents auch kaukasoid wäre. Kurz gesagt, die indischen Subkontinent ist „der östlichste Vorposten der Kaukasoiden Rassen-Region“.
Von anderen werden Coons Darstellungen als typologisierende Betrachtungsweise der menschlichen Geschichte und der biologischen Vielfalt abgelehnt. Dennoch seien Ansichten von historischem Interesse und Teil einer langen Reihe anthropologischer Forscher, die versucht hat, die biologische Vielfalt des indischen Subkontinents zu beschreiben und konzeptionell zu erfassen.

## Kritik

### Zeitgenössische Rezeption
Coons Hauptwerk The Origin of Races (1962) erhielt gemischte Reaktionen von den Wissenschaftlern der damaligen Zeit.

#### Positiver Art
Ernst Mayr lobte die Arbeit in einer Buchbesprechung für ihre Synthese, die eine „belebende Frische habe, die die aktuelle Belebung der physischen Anthropologie stärken werde.“
Stanley Marion Garn äußerte in einer Buchbesprechung Kritik an der, auf eine Parallel-Entwicklung hinauslaufenden Sicht auf die Entstehung der Rassen mit wenig Genfluss. Dennoch lobte er die Arbeit für ihre Ausführungen zur Taxonomie und schließt: „ein insgesamt gefälliger Bericht über den nunmehr berühmten Ursprung der Rassen“.

#### Negativer Art
Sherwood Washburn und Ashley Montagu waren stark von der Synthetischen Evolutionstheorie in der Biologie und Populationsgenetik beeinflusst. Darüber hinaus waren sie von Franz Boas beeinflusst, welcher sich von typologischem Rassendenken weg bewegt hatte. Anstatt sich für die Theorien von Coon zu erwärmen, wurde von ihnen und anderen zeitgenössischen Forschern die Entwicklung der menschlichen Spezies als ein kontinuierliches lineares Fortschreiten angesehen, woraufhin sie Coons Origin of Races heftig kritisierten.
Das Civil-Rights-Movement der 1960er und die sich wandelnde gesellschaftliche Meinung lehnten Rassentheorien wie die von Coon ab, da solche von Anhängern der Rassentrennung eingesetzt wurden, um Diskriminierung zu rechtfertigen und Menschen ihrer Bürgerrechte zu berauben. Im Jahr 1961 veröffentlichte Carleton Putnam ein Buch Race and Reason: A Yankee View (Rasse und Vernunft: Eine Yankee-Ansicht), in dem er die Rassentrennung rechtfertigte. Die American Association of Physical Anthropologists (Amerikanische Vereinigung der physischen Anthropologen) plädierte dafür, Putnams Buch zu verurteilen. Coon, der damals der Präsident des Vereinigung war, trat aus Protest aus und behauptete, die Aktion verletze die freie Rede.

### Posthume Rezeption
William W. Howells verfasste 1989 einen Artikel, in dem er feststellte, dass Coons Forschung „immer noch als eine wertvolle Datenquelle betrachtet wird“.
Im Jahre 2001 studierte John P. Jackson, Jr. Coons Papiere, um die Kontroverse um die Rezeption von The Origin of Races in den 1970er Jahren zu beforschen; er konstatierte im Abstrakt seines Beitrages:

„Anhänger der Rassentrennung in den Vereinigten Staaten verwendeten Coons Werk als Beweis dafür, dass Afro-Amerikaner „Junioren“ im Verhältnis zu den weißen Amerikanern und damit ungeeignet für die volle Partizipation an der amerikanischen Gesellschaft seien. Dieser Aufsatz ... kommt zu dem Schluss, dass Coon den Segregationisten aktiv half und dabei seine eigenen Standards für wissenschaftliche Objektivität verletzte.“

Jackson fand in den archivierten Papieren Coons wiederholt Versuche von Coon, die Bemühungen Putnams zu unterstützen, indem er diesem intellektuelle Schützenhilfe für den anhaltenden Widerstand gegen Rassenintegration lieferte. Gleichzeitig warnte er Putnam vor Aussagen, die Coon als aktiven Verbündeten identifizieren könnten. Jackson stellte auch fest, dass sich beide Männer dessen bewusst waren, dass sie den General des Amerikanischen Unabhängigkeitskrieges Israel Putnam zum gemeinsamen Vorfahren hatten, so dass sie – zumindest entfernte – Cousins waren.
In der modernen Anthropologie werden seine Theorien über die Menschenrassen als pseudowissenschaftlich betrachtet.

## Mitgliedschaft
1943 wurde Coon in die American Academy of Arts and Sciences gewählt, 1955 in die National Academy of Sciences.

## Veröffentlichungen
Wissenschaftlicher Natur:
- The Origin of Races (1962), Alfred A. Knopf
- The Story of Man (1954), Alfred A. Knopf
- The Races of Europe (1939), The Macmillan Company
- Caravan: the Story of the Middle East (1951), Henry Holt and Company
- Races: A Study of the Problems of Race Formation in Man (1950), Charles C. Thomas
- The Hunting Peoples (1971), Little, Brown and Company
- Anthropology A to Z (1963), Grosset & Dunlap
- The Living Races of Man (1965), Alfred A. Knopf
- The Seven Caves: Archaeological Explorations in the Middle East (1957), Alfred A. Knopf
- Mountains of Giants: A Racial and Cultural Study of the North Albanian Mountain Ghegs (1950), Peabody Museum
- Yengema Cave Report (Seine Arbeit in Sierra Leone betreffend) (1968), University Museum, University of Pennsylvania
- Racial Adaptations (1982), Burnham Inc. Pub.
- Principles of Anthropology (1942), H. Holt and Company

Belletristik und Memoiren:
- Flesh of the Wild Ox (1932), William Morrow & Company
- The Riffian (1933), Little, Brown and Company
- A North Africa Story: Story of an Anthropologist as OSS Agent (1980), Gambit Publications
- Measuring Ethiopia and Flight Into Arabia (1935), Little, Brown, and Company
- Adventures and Discoveries: The Autobiography of Carleton S. Coon (1981), Prentice Hall